# Кубок Шпенглера 2010
Кубок Шпенглера 2010 — 84-й традиционный турнир Кубок Шпенглера. Прошёл с 26 по 31 декабря 2010 года в швейцарском Давосе. Число участников было расширено с 5 до 6, а вместо кругового турнира с финалом между его победителями были введены две группы – Торриани и Каттини. Также был введен полноценный плей-офф. В турнире участвовали сразу два представителя России: СКА и «Спартак». Победителем турнира стал российский клуб СКА, обыгравший в финале сборную Канады. Из шести нынешних участников «Шпенглер кап» пятеро уже становились ранее победителями.

## Участники турнира
- Давос
- Женева-Серветт
- Сборная Канады
- СКА
- Спарта
- Спартак

## Результаты

### Предварительный этап

#### Группа Торриани
| Клуб           | И | В | ВО | ПО | П | ШЗ | ШП | О |
| -------------- | - | - | -- | -- | - | -- | -- | - |
| СКА            | 2 | 2 | 0  | 0  | 0 | 7  | 2  | 6 |
| Женева-Серветт | 2 | 1 | 0  | 0  | 1 | 5  | 6  | 3 |
| Спарта         | 2 | 0 | 0  | 0  | 2 | 4  | 8  | 0 |

| 26 декабря 2010 | Женева-Серветт | 1 : 3 (1:1, 0:0, 0:2) | СКА | Вейллант Арена Зрителей: 6432 |

| Отчёт                            | Отчёт                   | Отчёт                                                                                          | Отчёт   | Отчёт         |
| -------------------------------- | ----------------------- | ---------------------------------------------------------------------------------------------- | ------- | ------------- |
|                                  |                         |                                                                                                |         |               |
|                                  | Штефан                  | Вратари                                                                                        | Соколов | Судья: Райбер |
|                                  | Голы:                   |                                                                                                |         | Судья: Райбер |
| Безина (Трахслер, Рандеггер) 34' | 0 : 1 1 : 1 1 : 2 1 : 3 | Яшин (Сушинский,Мортенссон) 7' Яшин (Мортенссон,Сушинский) 41' Мортенссон (Сушинский,Яшин) 58' |         | Судья: Райбер |
|                                  |                         |                                                                                                |         | Судья: Райбер |
|                                  |                         |                                                                                                |         | Судья: Райбер |
|                                  |                         |                                                                                                |         | Судья: Райбер |
| 6 мин                            | Штраф                   | 10 мин                                                                                         |         | Судья: Райбер |
|                                  |                         |                                                                                                |         |               |
|                                  |                         |                                                                                                |         |               |

| 27 декабря 2010 | Спарта | 3 : 4 (0:0, 2:2, 1:2) | Женева-Серветт | Вейллант Арена Зрителей: 5782 |

| Отчёт                                                           | Отчёт                                     | Отчёт                                                                                                   | Отчёт  | Отчёт                 |
| --------------------------------------------------------------- | ----------------------------------------- | --- | ------ | --------------------- |
|                                                                 |                                           | |        |                       |
|                                                                 | Пёпперле                                  | Вратари                                                                                                 | Штефан | Судьи: Балушка Гислен |
|                                                                 | Голы:                                     | |        | Судьи: Балушка Гислен |
| Курка (Выборны) 30' Трайлле 40' Дюбуа (Тон, Кратена) 42' (бол.) | 1 : 0 1 : 1 1 : 2 2 : 2 3 : 2 3 : 3 3 : 4 | Рандеггер (Хеннесси) 34' Фритше (Безина, Пак) 37' (бол.) Хеннесси (Савари) 44' Савари (Салмелайнен) 46' |        | Судьи: Балушка Гислен |
|                                                                 |                                           | |        | Судьи: Балушка Гислен |
|                                                                 |                                           | |        | Судьи: Балушка Гислен |
|                                                                 |                                           | |        | Судьи: Балушка Гислен |
| 8 мин                                                           | Штраф                                     | 8 мин                                                                                                   |        | Судьи: Балушка Гислен |
|                                                                 |                                           | |        |                       |
|                                                                 |                                           | |        |                       |

| 28 декабря 2010 | СКА | 4 : 1 (2:1, 1:0, 1:0) | Спарта | Вейллант Арена Зрителей: 6148 |

| Отчёт                                                                                                | Отчёт                         | Отчёт                | Отчёт  | Отчёт                 |
| --- | ----------------------------- | -------------------- | ------ | --------------------- |
| |                               |                      |        |                       |
| | Штепанек                      | Вратари              | Боймле | Судьи: Курманн Райбер |
| | Голы:                         |                      |        | Судьи: Курманн Райбер |
| Мортенссон (Яшин) 18' Рыбин 18' (мен.) Клименко (Семёнов) 31' Вейнхандль (Яшин,Сушинский) 54' (бол.) | 0 : 1 1 : 1 2 : 1 3 : 1 4 : 1 | Кафка (Бартанус) 14' |        | Судьи: Курманн Райбер |
| |                               |                      |        | Судьи: Курманн Райбер |
| |                               |                      |        | Судьи: Курманн Райбер |
| |                               |                      |        | Судьи: Курманн Райбер |
| 18 мин                                                                                               | Штраф                         | 10 мин               |        | Судьи: Курманн Райбер |
| |                               |                      |        |                       |
| |                               |                      |        |                       |

#### Группа Каттини
| Клуб           | И | В | ВО | ПО | П | ШЗ | ШП | О |
| -------------- | - | - | -- | -- | - | -- | -- | - |
| Давос          | 2 | 2 | 0  | 0  | 0 | 9  | 3  | 6 |
| Сборная Канады | 2 | 1 | 0  | 0  | 1 | 6  | 5  | 3 |
| Спартак        | 2 | 0 | 0  | 0  | 2 | 3  | 10 | 0 |

| 26 декабря 2010 | Давос | 4 : 2 (2:0, 0:2, 2:0) | Спартак | Вейллант Арена Зрителей: 6432 |

| Отчёт | Отчёт                               | Отчёт                                                                 | Отчёт | Отчёт                |
| --- | ----------------------------------- | --------------------------------------------------------------------- | ----- | -------------------- |
| |                                     |                                                                       |       |                      |
| | Берра / Дженони                     | Вратари                                                               | Яхин  | Судьи: Эберт Курманн |
| | Голы:                               |                                                                       |       | Судьи: Эберт Курманн |
| Р. Аркс (Гуггисберг, Татичек) 6' Р. Аркс (Татичек) 10' Сикора (Форстер, Я. Аркс) 48' (бол.) Татичек (Гуггисберг, Р. Аркс) 54' | 1 : 0 2 : 0 2 : 1 2 : 2 3 : 2 4 : 2 | Ружичка (Радивоевич, Желдаков) 27'(м.) Князев (Рязанов, Лапенков) 32' |       | Судьи: Эберт Курманн |
| |                                     |                                                                       |       | Судьи: Эберт Курманн |
| |                                     |                                                                       |       | Судьи: Эберт Курманн |
| |                                     |                                                                       |       | Судьи: Эберт Курманн |
| 12 мин | Штраф                               | 16 мин                                                                |       | Судьи: Эберт Курманн |
| |                                     |                                                                       |       |                      |
| |                                     |                                                                       |       |                      |

| 27 декабря 2010 | Сборная Канады | 6 : 1 (0:0, 3:0, 3:1) | Спартак | Вейллант Арена Зрителей: 6432 |

| Отчёт | Отчёт                                     | Отчёт         | Отчёт | Отчёт                |
| --- | ----------------------------------------- | ------------- | ----- | -------------------- |
| |                                           |               |       |                      |
| | Деслорье                                  | Вратари       | Гашек | Судьи: Райбер Рошетт |
| | Голы:                                     |               |       | Судьи: Райбер Рошетт |
| Кария (Кори Мёрфи,Квятковски)22' (б.) Леху (Метрополит) 34' (бол.) Дюпон (Роше) 35' (бол.) Ландри (Квятковски) 47' Холден (Обен) 56' Метрополит 57' | 1 : 0 2 : 0 3 : 0 4 : 0 5 : 0 5 : 1 6 : 1 | М. Юньков 56' |       | Судьи: Райбер Рошетт |
| |                                           |               |       | Судьи: Райбер Рошетт |
| |                                           |               |       | Судьи: Райбер Рошетт |
| |                                           |               |       | Судьи: Райбер Рошетт |
| 18 мин | Штраф                                     | 16 мин        |       | Судьи: Райбер Рошетт |
| |                                           |               |       |                      |
| |                                           |               |       |                      |

| 28 декабря 2010 | Давос | 3 : 2 (1:0, 2:2, 0:0) | Сборная Канады | Вейллант Арена Зрителей: 6431 |

| Отчёт                                                                   | Отчёт                         | Отчёт                                           | Отчёт    | Отчёт         |
| ----------------------------------------------------------------------- | ----------------------------- | ----------------------------------------------- | -------- | ------------- |
|                                                                         |                               |                                                 |          |               |
|                                                                         | Берра                         | Вратари                                         | Деслорье | Судья: Рошетт |
|                                                                         | Голы:                         |                                                 |          | Судья: Рошетт |
| Рицци (Визер, Р. Аркс) 2' Татичек (Гуггисберг) 24' Беднарж (Сикора) 31' | 1 : 0 1 : 1 2 : 1 3 : 1 3 : 2 | Леху (МакЛин) 22' (бол.) Роше (Леху) 35' (бол.) |          | Судья: Рошетт |
|                                                                         |                               |                                                 |          | Судья: Рошетт |
|                                                                         |                               |                                                 |          | Судья: Рошетт |
|                                                                         |                               |                                                 |          | Судья: Рошетт |
| 14 мин                                                                  | Штраф                         | 16 мин                                          |          | Судья: Рошетт |
|                                                                         |                               |                                                 |          |               |
|                                                                         |                               |                                                 |          |               |

### 1/4 финала
| 29 декабря 2010 | Женева-Серветт | 2 : 0 (2:0, 0:0, 0:0) | Спартак | Вейллант Арена Зрителей: 5355 |

| Отчёт                                  | Отчёт       | Отчёт   | Отчёт | Отчёт               |
| -------------------------------------- | ----------- | ------- | ----- | ------------------- |
|                                        |             |         |       |                     |
|                                        | Штефан      | Вратари | Гашек | Судьи: Эберт Рошетт |
|                                        | Голы:       |         |       | Судьи: Эберт Рошетт |
| Фритше (Томс, Пак) 11' Пак (Потье) 18' | 1 : 0 2 : 0 |         |       | Судьи: Эберт Рошетт |
|                                        |             |         |       | Судьи: Эберт Рошетт |
|                                        |             |         |       | Судьи: Эберт Рошетт |
|                                        |             |         |       | Судьи: Эберт Рошетт |
| 16 мин                                 | Штраф       | 16 мин  |       | Судьи: Эберт Рошетт |
|                                        |             |         |       |                     |
|                                        |             |         |       |                     |

| 29 декабря 2010 | Сборная Канады | 4:3 (ОТ) (1:0, 2:3, 0:0, 1:0) | Спарта | Вейллант Арена Зрителей: 5574 |

| Отчёт | Отчёт                               | Отчёт                                                                                           | Отчёт    | Отчёт                 |
| --- | ----------------------------------- | ----------------------------------------------------------------------------------------------- | -------- | --------------------- |
| |                                     |                                                                                                 |          |                       |
| | Деслорье                            | Вратари                                                                                         | Пёпперле | Судьи: Балушка Райбер |
| | Голы:                               |                                                                                                 |          | Судьи: Балушка Райбер |
| Вижье (Метрополит, Кёр. Мёрфи) 11' Питтис (М. Белл) 22' (бол.) Б. Белл (Метрополит,МакЛин) 32' Дюпон (Кори Мёрфи) 64' (бол.) | 1 : 0 2 : 0 3 : 1 3 : 2 3 : 3 4 : 3 | Петер (Смоленак, Курка) 28' Петер (Смоленак, Махолда) 34' Выборны (Ганзлик, Махолда) 37' (бол.) |          | Судьи: Балушка Райбер |
| |                                     |                                                                                                 |          | Судьи: Балушка Райбер |
| |                                     |                                                                                                 |          | Судьи: Балушка Райбер |
| |                                     |                                                                                                 |          | Судьи: Балушка Райбер |
| 8 мин | Штраф                               | 10 мин                                                                                          |          | Судьи: Балушка Райбер |
| |                                     |                                                                                                 |          |                       |
| |                                     |                                                                                                 |          |                       |

### 1/2 финала
| 30 декабря 2010 | СКА | 4:3 (ОТ) (0:3, 3:0, 0:0, 1:0) | Женева-Серветт | Вейллант Арена Зрителей: 6015 |

| Отчёт                                                        | Отчёт                                     | Отчёт                                                      | Отчёт  | Отчёт         |
| ------------------------------------------------------------ | ----------------------------------------- | ---------------------------------------------------------- | ------ | ------------- |
|                                                              |                                           |                                                            |        |               |
|                                                              | Соколов / Штепанек                        | Вратари                                                    | Штефан | Судья: Райбер |
|                                                              | Голы:                                     |                                                            |        | Судья: Райбер |
| Франссон 24' Денисов (Бут) 26' Мортенссон 36' (бол.) Бут 62' | 0 : 1 0 : 2 0 : 3 1 : 3 2 : 3 3 : 3 4 : 3 | Пак (Безина) 11' (бол.) Томс (Пак) 14' Дерунс (Савари) 18' |        | Судья: Райбер |
|                                                              |                                           |                                                            |        | Судья: Райбер |
|                                                              |                                           |                                                            |        | Судья: Райбер |
|                                                              |                                           |                                                            |        | Судья: Райбер |
| 12 мин                                                       | Штраф                                     | 8 мин                                                      |        | Судья: Райбер |
|                                                              |                                           |                                                            |        |               |
|                                                              |                                           |                                                            |        |               |

| 30 декабря 2010 | Давос | 0 : 4 (0:1, 0:2, 0:1) | Сборная Канады | Вейллант Арена Зрителей: 6432 |

| Отчёт  | Отчёт                   | Отчёт                                                                                              | Отчёт    | Отчёт          |
| ------ | ----------------------- | -------------------------------------------------------------------------------------------------- | -------- | -------------- |
|        |                         | |          |                |
|        | Дженони                 | Вратари                                                                                            | Деслорье | Судья: Курманн |
|        | Голы:                   | |          | Судья: Курманн |
|        | 0 : 1 0 : 2 0 : 3 0 : 4 | Холден (Даун) 15' М. Белл (Метрополит, Питтис) 37' Вижье 38' Пеллетье (Вижье, Уэсткотт) 38' (мен.) |          | Судья: Курманн |
|        |                         | |          | Судья: Курманн |
|        |                         | |          | Судья: Курманн |
|        |                         | |          | Судья: Курманн |
| 10 мин | Штраф                   | 12 мин                                                                                             |          | Судья: Курманн |
|        |                         | |          |                |
|        |                         | |          |                |

### Финал
| 31 декабря 2010 | СКА | 4:3 (1:0, 2:1, 1:2) | Сборная Канады | Вейллант Арена Зрителей: 6432 |

| Отчёт                                                                                              | Отчёт                                     | Отчёт                                                                  | Отчёт          | Отчёт       |
| -------------------------------------------------------------------------------------------------- | ----------------------------------------- | ---------------------------------------------------------------------- | -------------- | ----------- |
| |                                           |                                                                        |                |             |
| | Штепанек                                  | Вратари                                                                | Джефф Деслорье | Судья: Кюнг |
| | Голы:                                     |                                                                        |                | Судья: Кюнг |
| Сушинский 11' Яшин (Сушинский,Вейнхандль) 31' (б) Афиногенов (Артюхин, Франссон) 35' Сушинский 59' | 1 : 0 1 : 1 2 : 1 3 : 1 3 : 2 4 : 2 4 : 3 | Дюпон (Метрополит, Питтис) 27' МакЛин (Иггулден) 59' (бол.) Холден 60' |                | Судья: Кюнг |
| |                                           |                                                                        |                | Судья: Кюнг |
| |                                           |                                                                        |                | Судья: Кюнг |
| |                                           |                                                                        |                | Судья: Кюнг |
| 12 мин                                                                                             | Штраф                                     | 12 мин                                                                 |                | Судья: Кюнг |
| |                                           |                                                                        |                |             |
| |                                           |                                                                        |                |             |

## Символическая сборная
Вратарь: Джефф  Делоувье (Канада)
Защитники: Трэвис Рош (Канада) — Горан Безина (Женева-Серветт)
Нападающие: Дэн Фрич (Женева-Серветт) – Рето вон Аркс  (Давос) –  Алексей Яшин  (СКА)